# Międzynarodowy Instytut Humanistyczno-Ekonomiczny
Międzynarodowy Instytut Humanistyczno-Ekonomiczny (biał. Міжнародны гуманітарна-эканамічны інстытут, Miżnarodny humanitarna-ekanamiczny instytut) – białoruska uczelnia z siedzibą w Mińsku.
Uczelnia została założona 23 września 1994 roku.
Według niektórych źródeł, w Instytucie miał miejsce przypadek skreślenia studenta z przyczyn politycznych. W listopadzie 2010 roku wyrzucony został Uładzimir Kumiec, zaoczny student zaangażowany w kampanię wyborczą jednego z opozycyjnych kandydatów na prezydenta, Uładzimira Niaklajeua. Zdaniem studenta, białoruskich niezależnych mediów i Centrum Obrony Praw Człowieka „Wiosna”, administracja uczelni dokonała fałszerstwa jego karty ocen polegającego na zamianie niektórych ocen na niższe. Ponadto usiłowała jak najdłużej zataić przez nim fakt skreślenia. W obronie studenta wystąpił m.in. kandydat na prezydenta Uładzimir Niaklajeu. Władze uczelni przyznały, że oceny Kumca zostały zmienione, jednak tłumaczyły to pomyłką jednego z wykładowców i zapewniły o jego ukaraniu. Jednocześnie podały nowy powód skreślenia – nieusprawiedliwione nieobecności na zajęciach.
W marcu 2011 roku Komisja Europejska wprowadziła zakaz wjazdu na terytorium Unii Europejskiej wobec rektor Instytutu, Tamary Ałpiejewej, za skreślenie studenta Uładzimira Kumca z przyczyn politycznych.